# Aleksandr Kuczeriawienko
Aleksandr Wasiljewicz Kuczeriawienko, ros. Александр Васильевич Кучерявенко (ur. 27 sierpnia 1987 w Moskwie) – rosyjski hokeista, trener.

## Kariera zawodnicza
- Spartak Moskwa (2004-2006)
- Saławat Jułajew Ufa (2006-2008)
- SKA Sankt Petersburg (2007-2014)
  -  HK WMF Sankt Petersburg (2009, 2010)
- Witiaź Podolsk (2014-2016)
- Awangard Omsk (2016-2017)
- Awtomobilist Jekaterynburg (2017-2020)
- Nieftiechimik Niżniekamsk (2020)
- Dinamo Moskwa (2020-2021)
- Dinamo Sankt Petersburg (2021-2022)

Wychowanek Rus Moskwa. Od 2007 zawodnik SKA Sankt Petersburg. W kwietniu przedłużył kontrakt o dwa lata. Od października 2014 zawodnik Witiazia Podolsk. Od czerwca 2016 do maja 2017 zawodnik Awangardu Omsk. Od czerwca 2017 zawodnik Awtomobilista Jekaterynburg. W maju 2020 przeszedł do Nieftiechimika Niżniekamsk. Pod koniec grudnia 2020 został zawodnikiem Dinama Moskwa w toku wymiany za Nikitę Popugajewa. Z końcem kwietnia 2021 odszedł z klubu. W lipcu 2021 został zaangażowany przez Dinamo Sankt Petersburg. Zwolniony w grudniu 2022.

## Kariera trenerska
W listopadzie 2023 wszedł do sztabu trenerskiego Dinama Sankt Petersburg.

## Sukcesy
Reprezentacyjne
- Srebrny medal mistrzostw świata juniorów do lat 20: 2007

Klubowe
- Puchar Spenglera: 2010 ze SKA
- Puchar Kontynentu: 2013 ze SKA
- Brązowy medal mistrzostw Rosji: 2013 ze SKA
- Złoty medal mistrzostw Rosji: 2015 ze SKA Sankt Petersburg
- Puchar Gagarina – mistrzostwo KHL: 2015 ze SKA Sankt Petersburg

Indywidualne
- KHL (2011/2012):
  - Piąte miejsce w klasyfikacji +/- w fazie play-off: +9
- KHL (2012/2013):
  - Trzecie miejsce w klasyfikacji strzelców zwycięskich goli w fazie play-off: 2 gole
- Wysszaja Chokkiejnaja Liga (2021/2022):
  - Drugie miejsce w klasyfikacji asystentów w sezonie zasadniczym: 39 asyst[12]
  - Czwarte miejsce w klasyfikacji kanadyjskiej w sezonie zasadniczym: 56 punktów[13]
  - Drugie miejsce w klasyfikacji asystentów w fazie play-off: 17 asyst[14]
  - Czwarte miejsce w klasyfikacji kanadyjskiej w fazie play-off: 21 punktów[15]